# ハービー・ハーパー
ハービー・ハーパー（Herbie Harper、1920年7月2日 - 2012年1月21日）は、アメリカのウェスト・コースト・ジャズに属するジャズ・トロンボーン奏者。

## 略歴
アメリカ・カンザス州サライナ生まれ。1940年代と1950年代、スウィング・ジャズのベニー・グッドマン楽団や、チャーリー・スピヴァク（Charlie Spivak）楽団（1944年-1947年）との共演からキャリアを始めた。ウェスト・コースト・ジャズ・シーンで活躍し、特にスタン・ケントン、ビル・パーキンス、メイナード・ファーガソンなどのミュージシャンたちと共演した。
ジーン・クルーパ楽団などに在籍後、1947年、ロサンゼルス・ハリウッドに定住してから、テディ・エドワードと共演。ベニー・グッドマン楽団、チャーリー・バーネット楽団、スタン・ケントン楽団（1950年）に短期間、在籍した。その他にも、レッド・ノーヴォ楽団、ジミー・ドーシー楽団などに在籍している。
1950年代、スタン・ケントン、メイナード・ファガーソン、ベニー・カーター、チャーリー・バーネットと共に録音を行ったことに加えて1954年から1957年の間にハービー・ハーパーはノクターン（Nocturne）、タンパ、ベツレヘム、モードに5枚のアルバムを残した。1955年以降にあたるその後、主にスタジオ・ミュージシャンとして活動したが、1980年代、ボブ・フィレンツェ（Bob Florence）楽団で復活。Sea Breezeに録音を残し、V.S.O.P.の録音ではビル・パーキンスと共演した。

## ディスコグラフィ

### リーダー・アルバム
- 『ハービー・ハーパー・クインテット』 - Jazz in Hollywood Series (1954年、Nocturne)
- 『ハービー・ハーパー』 - Herbie Harper (1955年、Bethlehem)
- 『ファイヴ・ブラザーズ』 - Herbie Harper Quintet (1955年、Tampa)
- Herbie Harper Featuring Bud Shank and Bob Gordon (1956年、Liberty)
- 『ハービー・ハーパー・セクステット』 - Herbie Harper Sextet! (1957年、Mode)
- Herbie Harper Revisited (1983年、Sea Breeze)
- 『トゥー・ブラザーズ』 - Two Brothers (1992年、V.S.O.P.) ※with ビル・パーキンス